# Fran Tratnik
Fran Tratnik (11. ledna 1881 v Potoku, občina Dreti – 10. duben 1957 v Lublani) byl slovinský akademický malíř, ilustrátor, grafik a restaurátor.

## Život

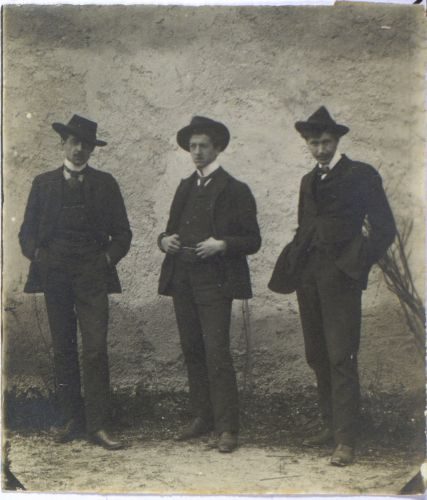
Maksim Gaspari, Fran Tratnik a Hinko Smrekar před rokem 1900

Fran Tratnik se narodil ve slovinské obci Potok v rodině zemědělce Josefa Tratnika. V letech 1888–1895 absolvoval základní školní docházku v obci Gorica, kde se již projevoval jeho značný malířský talent. V letech 1896–1897 absolvoval první výuku malířství v městě Celju. V roce 1898 odjel do Prahy, aby studoval na Malířské akademii. Byl však ještě příliš mlád a nemohl se ke studiu přihlásit. Rok se školil soukromě a v roce 1899 složil úspěšně přijímací zkoušky. V 1. semestru studoval v tzv. přípravce u prof. B. Roubalíka, v 2. semestru absolvoval modelování u prof. E. Halmanna a poté pokračoval ve studiu ve speciálce u prof. V. Brožíka. V roce 1901 studium přerušil a odjel do slovinského města Celje. Další studia absolvoval v letech 1902–1903 na vídeňské Malířské akademii u prof. A. Deluga. V roce 1903 opustil Vídeň a další kroky jej přivedly do Mnichova. Zde studoval v letech 1903–1905 na Malířské akademii u profesorů K. Marru a A. Janka. V roce 1905 Tratnik Mnichov opustil a vrátil se do Prahy. V letech 1905–1907 studoval na Malířské akademii u prof. H. Schwaigra. Během Tratnikova působení v Praze se objevily reprodukce jeho děl v časopisech Zlatá Praha a Kopřivy. V červenci 1907 opustil Prahu a odjel do Lublaně, kde se krom malování seznámil se svojí budoucí manželkou Fanči Medičovou. Koncem roku 1907 odjel na čas do Mnichova. V letech 1909–1912 žil F.Tratnik se svojí rodinou v Praze. Udržoval zde kontakty se svým bývalým profesorem H. Schwaigrem, přispíval do několika dobových časopisů jako třeba do časopisu Kopřivy a Švanda Dudák. Jeho díla se prodávaly v uměleckém obchodě nakladatele Fr. Topiče, navázal přátelství s literátem Josefem Stivínem a malířem Antonínem Slavíčkem. Během pražského pobytu Tratnik onemocněl tuberkulosou. Roku 1912 odjel z Prahy na doporučení lékaře do slovinského města Gorice. Po mobilizaci v roce 1914 se Tratnik přestěhoval do Lublaně. Pro svůj špatný zdravotní stav nebyl povolán do armády a podstoupil tříměsíční léčbu v Enzenbachu. Po zotavení se vrátil zpět do Lublaně a plně se zapojil do tehdejšího uměleckého dění. Do roku 1921 byl Tratnik umělcem na volné noze, poté se stal konzultantem umělců u Slovinské provinční vlády a uměleckým restaurátor v lublaňském Národním muzeu.V roce 1947 odešel Tratnik do důchodu.
Fran Tratnik zemřel 10. dubna 1957 v Lublani a pohřben byl na lublaňském hřbitově Žale.
V roce 1952 získal Prešerenovu cenu za celoživotní dílo a v roce 1955 natočil slovinský režisér F. Kosmač krátký film o jeho díle.

## Výstavy

### Samostatné
- 1951 Lublaň moderní galerie – retrospektivní výstava
- 1976 Žalec – posmrtná výstava

### Společné
- Celje – 1931, 1936, 1938
- Bělehrad – 1904, 1919, 1922
- Londýn – 1930
- Lublaň – 1909, 1911–12, 1916–8, 1920–21, 1933, 1940
- Lublaň Velesejem – 1926, 1932, 1935, 1937, 1938, 1950
- Maribor – 1929, 1938
- Mnichov – 1905
- Paříž – 1919, 1971
- Praha – 1905, 1906, 1909, 1910, 1927
- Řím – 1937
- Vídeň – 1911
- Záhřeb – 1921